# Porter Robinson
Porter Robinson (* 15. Juli 1992 in Chapel Hill, North Carolina), auch bekannt als Virtual Self, ist ein US-amerikanischer Musikproduzent und DJ. Er ist vor allem in den Bereichen Electro-House, Moombahton und Dubstep tätig. Im Zuge seiner „Shelter-Tour“ mit Madeon 2016 begab er sich erstmals in den Bereich des Future-Bass’.

## Biografie
Robinson wurde am 15. Juli 1992 in Chapel Hill, North Carolina geboren. Im Alter von zwölf Jahren brachte sein Bruder das japanische Videospiel Dance Dance Revolution mit nach Hause und zeigt es ihm. Er hielt die Sounds aus dem Spiel für toll, weswegen seine Eltern ihm ein Mini-Keyboard und eine Digital Audio Workstation kauften. Er begann fortan, die Melodien aus Dance Dance Revolution nachzuspielen. Später produzierte er als Ekowraith mit FL Studio Musik in der Richtung Hands up. Derzeit lebt er in seiner Heimatstadt.

## Musikalische Karriere
Nachdem er bei YAWA Recordings als Ekowraith seine erste Single „Booming Track“ veröffentlicht hatte, wechselte er zu den Labels Glamara Records und Big Fish Recordings und produzierte Musik unter seinem echten Namen. Seine erste Veröffentlichung bei diesen Labels war „Say My Name“, welche in den Beatport-Electro-House-Charts Platz eins erreichen konnte. 2011 unterschrieb er einen Vertrag bei Skrillex’ Plattenlabel OWSLA. Es erschien daraufhin seine erste EP Spitfire, an der er laut eigenen Angaben fünf bis sechs Monate arbeitete. Sie konnte Platz eins der iTunes-Dance-Charts und Platz eins der Beatport-Charts erreichen.
Nach sechs kommerziell wenig erfolgreichen veröffentlichten Singles 2010 erschien 2012 seine siebte, Language, die bei den Labels Ministry Of Sound und Big Beat Records erschien. Diese konnte neben Platz eins der Beatport- und der iTunes-Dance-Charts auch Platz neun der britischen Charts sowie Platz drei der britischen Dance-Charts erreichen und wurde damit Robinsons erster Top-10-Hit.
2016 kündigte er an, gemeinsam mit seinem DJ-Kollegen und Freund Madeon auf Tour zu gehen. Diese trägt den Namen „Shelter-Tour“. Shelter ist auch der Titel ihrer ersten gemeinsamen Single. Shelter lässt sich in den Bereich des zu der Zeit sehr beliebten Future-Bass einordnen. 2016 wurde in Kooperation mit dem japanischen Animationsstudio A-1 Pictures und dem Streaminganbieter Crunchyroll ein Kurzfilm zum Song veröffentlicht.
Remixe produzierte er unter anderem für Yolanda Be Cools und DCUPs „We No Speak Americano“, Aviciis „Seek Bromance“ und Lady Gagas „The Edge of Glory“.
Im April 2021 veröffentlichte Robinson sein zweites Album "Nurture" auf dem New Yorker Independent-Label Label "Mom + Pop".
Im Jahre 2022 veröffentlichte er zusammen mit dem Spielstudio Riot Games und dessen Musik-Team den Song „Everything Goes On“, welcher der Titelsong des diesjährigen Star Guardian-Events im Spiel League Of Legends war. Es wurde am 14. Juli zusammen mit dem Musikvideo veröffentlicht, welches die Hauptcharaktere des Events in einem Anime-Stil zeigt.

## Diskografie

Logo von Robinson

### Alben
- 2014: Worlds
- 2021: Nurture
- 2024: SMILE :D

### EPs
- 2011: Spitfire
- 2012: Spitfire (Bonus Remixes)
- 2017: Virtual Self (als Virtual Self)

### Singles
- 2008: Booming Track
- 2009: Get Brain
- 2010: Leaving
- 2010: Say My Name
- 2010: I’m on Fire
- 2010: Hello (mit Lazy Rich & Sue Cho)
- 2011: The Wildcat
- 2012: Language
- 2012: Easy (mit Mat Zo)
- 2014: Sea of Voices
- 2014: Sad Machine (US: Gold)
- 2014: Divinity (mit Amy Milan, US: Gold)
- 2014: Lionhearted (mit Urban Cone)
- 2014: Flicker
- 2014: Goodbye To A World (US: Gold)
- 2016: Shelter (mit Madeon, US: Gold)
- 2017: Eon Break (als Virtual Self)
- 2017: Ghost Voices (als Virtual Self)
- 2020: Get Your Wish
- 2020: Something Comforting
- 2020: Mirror
- 2021: Musician
- 2021: Unfold (mit Totally Enormous Extinct Dinosaurs)
- 2022: Everything Goes On
- 2024: Cheerleader
- 2024: Knock Yourself Out XD
- 2024: Russian Roulette
- 2024: Kitsune Maison Freestyle

### Remixe
- Picco – Venga
- Heiko & Maiko – Wer ist sie?
- Spencer & Hill – Less Go
- Avicii – Seek Bromance
- Yolanda Be Cool & DCUP – We No Speak Americano
- Innerpartysystem – American Trash
- Lady Gaga – The Edge of Glory

## Auszeichnungen für Musikverkäufe
| Goldene Schallplatte - Australien - 2013: für die Single Language |

Anmerkung: Auszeichnungen in Ländern aus den Charttabellen bzw. Chartboxen sind in ebendiesen zu finden.
| Land/RegionAuszeichnungen für Musikverkäufe (Land/Region, Auszeichnungen, Verkäufe, Quellen) | Silber  | Gold     | Platin | Verkäufe  | Quellen     |
| -------------------------------------------------------------------------------------------- | ------- | -------- | ------ | --------- | ----------- |
| Australien (ARIA)                                                                            | —       | Gold1    | —      | 35.000    | aria.com.au |
| Vereinigte Staaten (RIAA)                                                                    | —       | 4× Gold4 | —      | 2.000.000 | riaa.com    |
| Vereinigtes Königreich (BPI)                                                                 | Silber1 | —        | —      | 200.000   | bpi.co.uk   |
| Insgesamt                                                                                    | Silber1 | 5× Gold5 | —      |           |             |